# Laureanismo
El Laureanismo es una corriente política colombiana basada en la interpretación de la ideología política del expresidente de Colombia Laureano Gómez Castro y la derecha política radical. Aunque no existe un partido político como tal denominado laureanista, históricamente se ha asociado la tendencia radicalizada del Partido Conservador Colombiano a ésta corriente, y últimamente al Movimiento de Salvación Nacional, fundado y continuado por sus familiares y herederos políticos.
Como conservatismo radical, el laureanismo se ha enfrentado al conservatismo moderado, encabezado por los expresidentes Mariano Ospina Pérez y Misael Pastrana Borrero, con la famosa corriente ospinopastranista; y la corriente fascista del alzatismo, encabezada por el senador Gilberto Alzate Avendaño. Éstos enfrentamientos comenzaron a finales de los años 40, haciéndose especialmente intensos en los años 50 a 70, y mediados de los años 80. 
Entre sus postulados, el laureanismo defiende la figura histórica de Laureano Gómez y su gobierno, y rechaza el liberalismo, el conservatismo moderado, y el comunismo. Por la cercanía entre Gómez y el presidente de facto Francisco Franco, sus detractores acusan al laureanismo de fomentar el fascismo y el nazismo (aunque es incorrecto decir que Gómez era afecto totalmente al nacionalsocialismo). También hay que considerar como puntos de su doctrina la defensa de la fe católica y el orden público a través de la ley y las fuerzas militares.
En la actualidad, el MSN aglutina a las masas neolaureanistas, ya que se considera que los laureanistas originales fueron desapareciendo con el paso del tiempo y cayeron en decadencia con la muerte de Laureano Gómez, hasta convertirse en una minoría radical e incómoda a los ojos de los ospinopastranistas, que son mayoritarios dentro del Partido Conservador, pese a que siguen brotando facciones neolauranistas en ese partido, con popularidad en ascenso entre los militantes jóvenes del conservadurismo.

## Historia
El laureanismo nació como doctrina política dentro del Partido Conservador Colombiano a partir de 1953, cuando la facción de ultraderecha del conservadurismo adepta a los postulados del presidente Laureano Gómez (de su apellido deriva el nombre de la ideología) comenzó a enemistarse con la facción moderada .

## Miembros destacados

### Primera generación
- Laureano Gómez Castro
- Luis Ignacio Andrade Díaz
- Roberto Urdaneta Arbeláez
- Alberto Velázquez
- José de la Vega
- Régulo Gaitán Patiño
- Domingo Sarasty Montenegro
- Alfredo Araújo Grau
- Eustorgio Alcocer Navas
- Luis Enrique Uribe Cualla
- Juan Uribe Cualla
- Lucio Pabón Núñez
- Rafael Delgado Barreneche
- Rafael Azula Barrera
- Jorge Leyva Urdaneta
- Alonso Carvajal Peralta
- Luis Morales Gómez

### Segunda generación
- Álvaro Gómez Hurtado
- Roberto Camacho Weberberg
- Daniel Mazuera Gómez
- Belisario Betancur Cuartas
- Rafael Pardo Buelvas
- Álvaro Leyva Durán
- Raimundo Emiliani Román
- Hernando Zuleta Holguín
- Gabriel Melo Guevara
- José Galat Noumer
- Juan Uribe Uribe
- Enrique Gómez Hurtado
- Jorge Emilio Alcocer
- Felio Andrade Manrique

### Tercera generación
- Enrique Gómez Martínez
- Miguel Gómez Martínez
- José Miguel Santamaría Uribe
- Carlos Cuartas Quiceno
- Juan Gabriel Uribe Vegalara
- María Elisa Uribe Vegalara
- Diego Molano Aponte
- Carlos Ignacio Cuervo Valencia
- Camilo Serrato
- Ana Rosa Camacho Weberberg

### Cuarta generación (resurgimiento)
- Nicolás Gómez Arenas
- Andrés Knudsen Rengifo
- Andrés Krohne Rivadeneira
- Juan David Uribe Velásquez
- Juan José Duque
- Karen Nomesque Sanabria
- Gabriel Jaime Restrepo
- Johan Paloma y Soto
- Juan Dosa Acevedo
- Nicolás Sanabria